# Jenny von Westphalen
Pour les articles homonymes, voir von Westphalen.
Jenny von Westphalen, également appelée Jenny Marx, née le 12 février 1814 à Salzwedel et morte le 2 décembre 1881 à Londres, est une noble, activiste, critique de théâtre et sociologue. Elle est surtout connue pour avoir été à partir de 1843 la femme du philosophe politique Karl Marx.

## Biographie
Jenny von Westphalen est née dans la petite ville de Salzwedel, dans la province de Saxe, voisine de la famille Marx. Elle est issue de la haute-noblesse westphalienne avec des ancêtres qui du côté de sa grand-mère paternelle remontent aux ducs d'Argyll. Elle est la fille du fonctionnaire et baron Johann Ludwig von Westphalen (1770-1842), homme influent et conseiller du gouvernement prussien et de Carolina Heubel (1780-1856), descendante d'une grande famille écossaise,. Elle est également la demi-sœur du ministre de l'intérieur conservateur de Prusse de 1850 à 1858 Ferdinand von Westphalen.
Elle épouse Karl Marx le 19 juin 1843 à l'église Saint-Paul de Kreuznach dans la ville d'eau rhénane de Bad Kreuznach après 7 ans de fiançailles. Les deux intellectuels s'entraident dans leurs lectures, leurs débats et leurs recherches.
Après leur mariage, le couple s'installe  rue Vaneau à Paris et se lie d'amitié avec le poète allemand Heinrich Heine, son lointain cousin, qui vivait rue Matignon. En 1845, ils sont expulsés par la police française et passent quelque temps à Bruxelles. En 1848, la police bruxelloise arrête Jenny et lui signifie un ordre d'expulsion anti-immigrés qui pousse les époux à retourner à Paris, puis à s'installer à Cologne. En cette période révolutionnaire, les autorités prussiennes déportent Karl Marx en France, puis la famille s'installe à Londres à Dean Street, puis à Grafton Terrace et Hampstead Hill. Le couple vit essentiellement de dons, des subsides d'Engels et de la revente progressive de la dot de mariage.
Avec lui, elle a sept enfants, dont quatre qui mourront en bas âge :
- Jenny (1844-1883), épouse en 1872 Charles Longuet : militante socialiste, elle écrit pour la presse socialiste en France dans les années 1860 pour dénoncer notamment le traitement réservé par les Britanniques aux révolutionnaires féniens en Irlande.
- Laura (1845-1911), épouse en 1868 Paul Lafargue : militante socialiste, elle participe notamment à la traduction de l’œuvre de Marx en français et à sa diffusion en Espagne.
- Edgar (1847-1855) ;
- Heinrich Guido (1849-1850) ;
- Franziska (1851-1852) ;
- Eleanor (1855-1898), concubine d'Edward Aveling, après avoir été fiancée à Prosper-Olivier Lissagaray : activiste socialiste
- Sans nom (6 juillet 1857 à Londres)

Elle tombe en dépression après la tromperie de Karl Marx en 1851, leur bonne Helene Demuth accouchant du fils adultérin de Marx, l’année où elle donne le jour à une fille, Franziska.
La variole la défigure en 1860. À l'été 1881, un cancer du foie lui est diagnostiqué et elle meurt le 2 décembre suivant à l'âge de 67 ans.

## Œuvres
- Short Sketch of an Eventful Life (1865–1866)[5]
- Aus der Londoner Theaterwelt. In: Frankfurter Zeitung und Handelsblatt, Frankfurt am Main, No. 328, November 21, 1875
- Londoner Saison. In: Frankfurter Zeitung und Handelsblatt, Frankfurt am Main, No. 95, April 4, 1876
- Englische Shakespeare-Studien. In: Frankfurter Zeitung und Handelsblatt, Frankfurt am Main, No. 3, January 3, 1877
- Shakespeares "Richard III" im Londoner Lyceum-Theater. In: Frankfurter Zeitung und Handelsblatt, Frankfurt am Main, No. 39, February 8, 1877
- Vom Londoner Theater. In: Frankfurter Zeitung und Handelsblatt, Frankfurt am Main, No. 145, May 25, 1877
- Die hervorragendesten Persönlichkeiten der englischen Salonwelt. In: Der Sprudel. Allgemeines deutsches Bade-Journal, Wien, IX. Jg., No. 3, May 18, 1879
- Irving at home. In: Der Sprudel. Allgemeines deutsches Bade-Journal, Wien, IX. Jg., No. 7, June 23, 1879

En français
- Lettres à Kugelmann, Éditions Sociales (1971)
- Lettres d'amour et de combat, Rivages (6 mars 2013),  (ISBN 978-2743624866)